# Čenta
Čenta (en serbe cyrillique : Чента ; en hongrois : Csenta) est une localité de Serbie située dans la province autonome de Voïvodine et sur le territoire de la Ville de Zrenjanin, district du Banat central. Au recensement de 2011, elle comptait 3 017 habitants.
Čenta est officiellement classée parmi les villages de Serbie.

## Histoire
Le nom de la localité est mentionné pour la première fois en 1549.

## Démographie

### Évolution historique de la population
| 1948  | 1953  | 1961  | 1971  | 1981  | 1991  | 2002  | 2011  |
| ----- | ----- | ----- | ----- | ----- | ----- | ----- | ----- |
| 3 293 | 3 298 | 3 182 | 3 224 | 3 192 | 3 001 | 3 119 | 3 017 |

|  |